# Hermann Hüffer
Joseph Julius Alexander Hermann Hüffer, född 24 mars 1830 i Münster, död 15 mars 1905 i Bonn, var en tysk jurist och historiker.
Hüffer blev 1855 docent i juridik vid Bonns universitet, 1860 e.o. professor och 1873 ordinarie professor där. Han var ledamot av preussiska lantdagen 1864–65 samt av Nordtyska förbundets riksdag 1867-70 och delade i huvudsak de liberala katolikernas politiska strävanden. Denna hans politiska ståndpunkt blev av stor betydelse för hans vetenskapliga verksamhet. Under det hans första arbeten, Beiträge zur Geschichte der Quellen des Kirchenrechts und des römischen Rechts im Mittelalter (1862) och Forschungen auf dem Gebiete des französischen und rheinischen Kirchenrechts (1863), berörde rent juridiska ämnen, invecklades han nämligen i en litterärhistorisk fejd med sin politiske motståndare Heinrich von Sybel i Bonn. Han kritiserade dennes åsikter om den preussiska och den österrikiska politiken vid slutet av 1700-talet i en på omfattande studier i många europeiska arkiv grundad skrift: Österreich und Preußen gegenüber der französischen Revolution bis zum Abschluß des Friedens von Campo Formio (1868). Följden blev ett skarpt genmäle av Sybel, vilket besvarades av Hüffer genom en ny polemisk avhandling: Die Politik der deutschen Mächte im Revolutionskrieg (1869). 
Trots att han fortfarande var professor i juridik, ägnade sig Hüffer därefter huvudsakligen med revolutionstidens historia och publicerade bland annat Quellen zur Geschichte der Revolutionszeit (två band i tre delar, 1900-01) samt Der Krieg des Jahres 1799 und die zweite Koalition (två band, 1904-05). Hans vidlyftiga arbete Der Rastatter Kongreß und die zweite Koalition (två band, 1878-79) innehåller ganska intressanta arkivaliska upplysningar om Jean Baptiste Bernadottes verksamhet som sändebud i Wien. 
Stort uppseende, men även motsägelse väckte Hüffers avhandling Der Rastatter Gesandtenmord (1896; andra upplagan 1897). Die Kabinettsregierung in Preußen (1891) lämnar värdefulla bidrag till preussiska statens inre historia 1797-1810. Som fortsättning på en liten skrift A.L. Mencken, der Großvater des Fürsten von Bismarck (1890) publicerade han, tillsammans med Fritz Arnheim, Das Zerwürfniss Gustafs III von Schweden mit seiner Mutter Luise Ulrike und die Gesandtschaft A.L. Menckens in Stockholm 1777-82 (1893). På det litteraturhistoriska området gällde Hüffer som ett slags auktoritet, i synnerhet vad Heinrich Heine, Annette von Droste-Hülshoff, Johann Wolfgang von Goethe samt den tyska romantiken beträffar.